# Shiga
Shiga (japonês: 滋賀県; Shiga-ken) é uma prefeitura do Japão, na região Kinki, na ilha de Honshu. Sua capital é a cidade de Otsu.

## História
Shiga era conhecida como a província de Ōmi ou Gōshū, antes do sistema de províncias ser abolido com o estabelecimento das prefeituras. Omi era um vizinho de Nara e Quioto, na junção entre o oeste e o leste do Japão. Durante o período de 667 a 672, o Imperador Tenji fundou um palácio em Otsu. Em 742, o Imperador Shōmu fundou um palácio em Shigaraki. No começo do período Heian, Saicho nasceu no norte de Otsu e fundou o Enryaku-ji, o centro de Tendai e um patrimônio mundial da humanidade da UNESCO e um monumento da antiga Quioto.
No período medieval, o clã Sasaki dominava Omi e, após, os clãs Rokkaku, Kyōgoku e Azai dominaram Omi. Na década de 1570, Oda Nobunaga subjugou Omi e construiu o Azuchi-jō nas margens orientais do Lago Biwa em 1579. Tōdō Takatora, Gamō Ujisato, Oichi, Yodo-dono, Ohatsu e Oeyo foram famosos provenientes de Omi no período Sengoku. Nessa época, os ninjas estavam ativos em Kōka (Ver também Kōga-ryū).
Em 1600, Ishida Mitsunari, nascido a leste de nagahama e baseado no Castelo Sawayama, guerreou contra Tokugawa Ieyasu na Batalha de Sekigahara. Após a batalha, Ieyasu tornou Ii Naomasa um novo senhor de Sawayama. Naomasa estabeleceu o domínio de Hikone, mais tarde famoso por Ii Naosuke. Ii Naosuke tornou-se o tairō do xogunato Tokugawa e concluiu tratados comerciais com as potências ocidentais e, assim, terminou com o isolamento do Japão em relação ao mundo no século XIX. Além do domínio de Hikone, muitos domínios controlaram Omi, tais como o domínio de Zeze.
Com a abolição do sistema han, oito prefeituras foram formadas em Omi. Elas foram unificadas na prefeitura de Shiga em setembro de 1872. A "prefeitura de Shiga" foi nomeada devido ao "distrito de Shiga" pois Otsu pertencia ao distrito até 1898. De agosto de 1876 a fevereiro de 1881, a prefeitura de Fukui, ao sul, foi incorporada à prefeitura de Shiga.

## Geografia

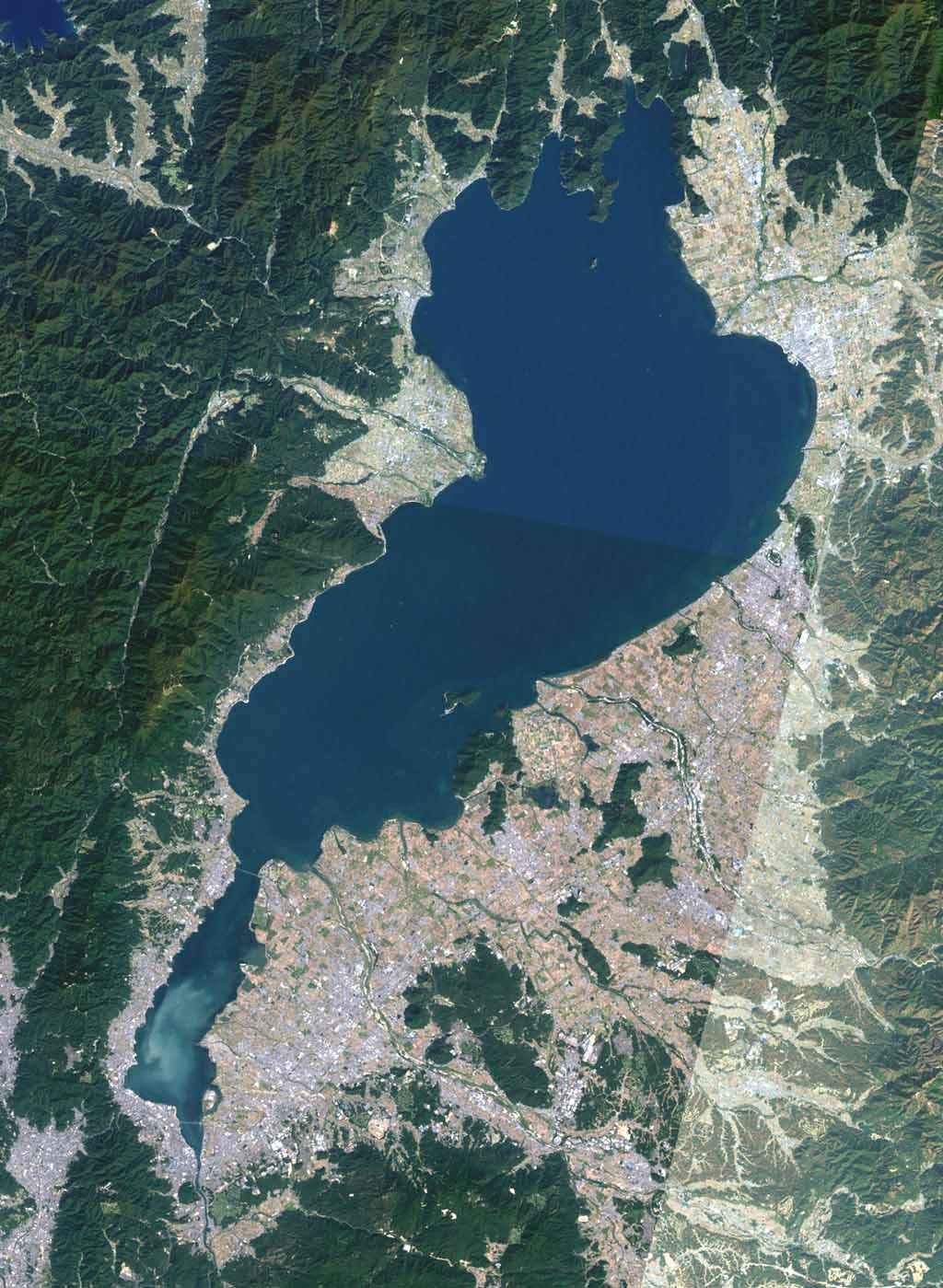
O Lago Biwa, na prefeitura de Shiga, visto do espaço

Shiga faz fronteira com a prefeitura de Fukui ao norte, a prefeitura de Gifu a leste, a prefeitura de Mie a sudeste e a prefeitura de Quioto a oeste.
O Lago Biwa, o maior do Japão, localiza-se ao centro da prefeitura. Ele ocupa um sexto de sua área. O Rio Yodo flui do Lago Biwa para a Baía de Osaka através de Quioto. Este é o único rio natural que flui para fora de um lago. A maioria de outros rios naturais flui em direção ao lago. Há muitas lagoas em volta do Lago Biwa, mas a maioria delas foi recuperada na década de 1940. Um dos lagos preservados no pantâno (水郷, suigō) é o Omihachiman e ele foi selecionado como a paisagem cultural mais importante em 2006.
O lago divide a prefeitura em quarto diferentes áreas: Kohoku (湖北, norte do lago), com centro em Nagahama, Kosei (湖西, oeste do lago) com centro em Imazu, Kotō (湖東, leste do lago) com centro em Hikone e Konan (湖南, sul do lago) com centro em Otsu.
Planícies estendem-se a leste das margens do Lago Biwa. A prefeitura é cercada por cadeias de montanhas com as Montanhas Hira e o Monte Hiei a oeste, as Montanhas de Ibuki no nordeste e as Montanhas de Suzuka a sudeste. O Monte Ibuku é a montanha mais alta em Shiga. Em Yogo, um pequeno lago é famoso pela lenda do manto celestial de um anjo (天女の羽衣, tennyo no hagoromo), que é semelhante a uma donzela-cisne do Ocidente.
O clima de Shiga varia drasticamente entre o norte e o sul. O sul de Shiga é normalmente ameno, mais o norte da prefeitura é tipicamente frio com muita neve e abrigando muitas estações de eski. Em Nakanokawachi, a vila mais ao norte de Shiga, a neve atinge uma profundidade de 5,6 metros (18 pé) in 1936.
Em 31 de março de 2008, 37% da área total da prefeitura foi reconhecida como de parques nacionais (o maior número entre todas as prefeituras), nomeadamente os Parques Semi-nacionais de Biwako e Suzuka; e os parques naturais de Koto, Kutsuki-Katsuragawa e Mikami-Tanakami-Shigaraki.

### Cidades
Em negrito, a capital da prefeitura.
- Higashiomi
- Hikone
- Koka
- Konan
- Kusatsu
- Maibara
- Moriyama
- Nagahama
- Otsu
- Omihachiman
- Ritto
- Takashima
- Yasu

### Distritos
- Distrito de Echi
- Distrito de Gamou
- Distrito de Higashiazai
- Distrito de Ika
- Distrito de Inukami
- Distrito de Shiga

## Política

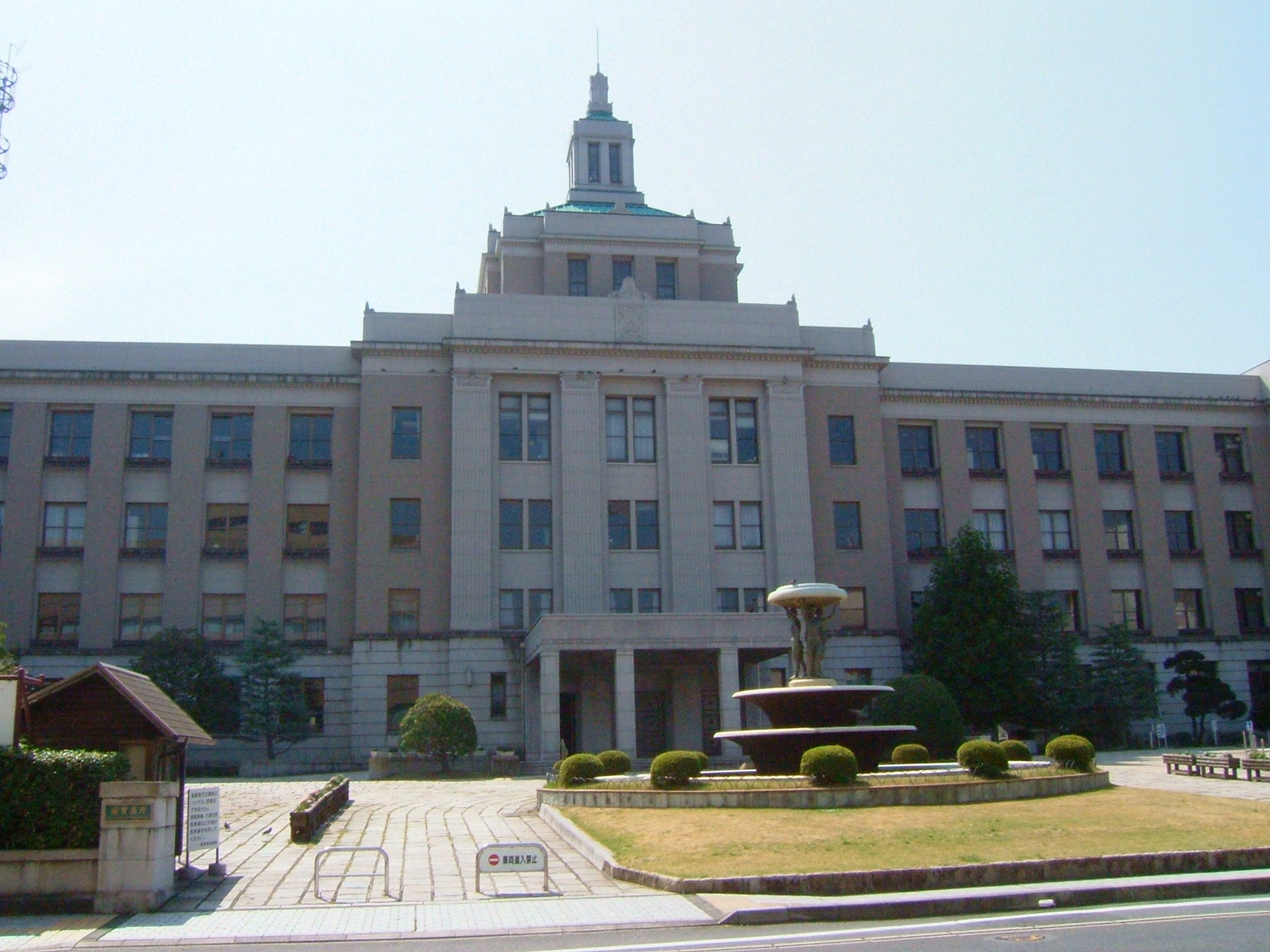
O prédio do governo da prefeitura na cidade de Ōtsu

O atual governador de Shiga é Taizō Mikazuki, um ex-membro da Casa dos Representantes de Shiga, que foi eleito em julho de 2014 para suceder o governador Yukiko Kada.
A assembleia da prefeitura possui 47 membros de 16 distritos eleitorais e é eleita em eleições locais unificadas. Em julho de 2014, a assembleia era composta como se segue: Partido Liberal Democrata (21 membros), coligação Partido Democrata do Japão/kenmin (12), coligação Taiwa no kai/Shiga (5), LDP sasshin no kai (5), Novo Komeito (2), Minna no To (1), independentes (1).
Na Dieta do Japão, Shiga é representada por quatro membros eleitos diretamente para a Casa dos Representantes do Japão e dois (um por cada eleição) para a Câmara dos Conselheiros.

## Economia

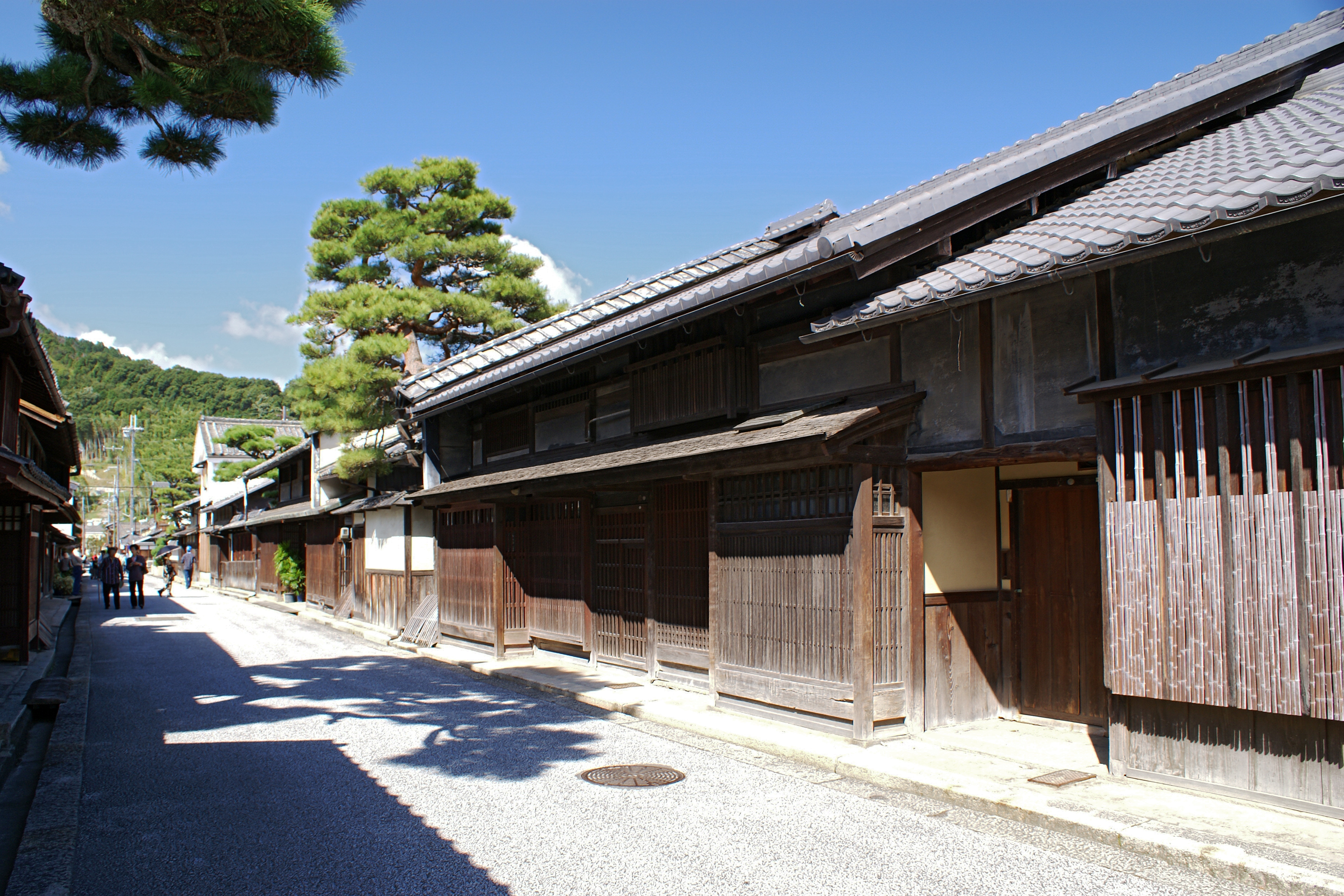
Casas de comerciantes em Omihachiman

As áreas cultivadas ocupam quase um sexto da prefeitura. O arroz é o principal produto: mais de 90% das terras cultiváveis são campos de arroz. A maioria das fazendas são pequenas, produzindo apenas uma pequena renda. A maior parte dos agricultores depende da renda de outras fontes. A parte leste de Shiga é famosa pela criação de gado e a região do nordeste é famosa pelo chá verde. No Lago Biwa, algumas pessoas trabalham com a pesca e cultivo de pérolas.
Desde o período medieval, especialmente no período Edo, muitos nativos de Shiga trabalhavam com o comércio e eram chamados de mercadores de Ōmi (近江商人, Ōmi shōnin, Ōmi akindo), às vezes de ladrões de Ōmi (近江泥棒, Ōmi dorobō), por outros mercadores invejosos. Por exemplo, Nippon Life, Itochu, Marubeni, Takashimaya, Wacoal e Yanmar foram fundadas por natives de Shiga. Em suas terras natais, como Omihachiman, Hino, Gokashō e Toyosato, suas mansões são preservadas como atrações turísticas.
Começando na década de 1960, Shiga desenvolveu sua indústria, apoiando grandes fábricas pertencentes a empresas como IBM Japan, Canon, Yanmar Diesel, Mitsubishi, e Toray. De acordo com estatísticas do Gabinete Oficial de 2007, o setor secundário da economia contribui com 44,8% do produto bruto de Shiga, a proporção mais alta do Japão.  As indústrias tradicionais da prefeitura incluem a têxtil, a cerâmica de Shigaraki, os butsudan de Hikone e Nagahama e os remédios de Koka.

## Demografia
A população concentra-se ao longo da margem sul do Lago Biwa, na cidade de Otsu (vizinha a Quioto) e junto a margem leste do lago em cidades como Kusatsu e Moriyama, que estão a uma distância pequena de Quioto. As margens oeste e norte do lago dedicam-se mais à atividade rural e turística, com praias de areia branca. Em anos recentes, muitos brasileiros se estabeleceram em Shiga para trabalhar em fábricas. 26 471 estrangeiros vivem em Shiga e 36% desses estrangeiros eram brasileiros em dezembro de 2010. Começandoem abril de 2010, a prefeitura ofereceu um programa de informações semanal em português no Biwako Broadcasting.

## Cultura

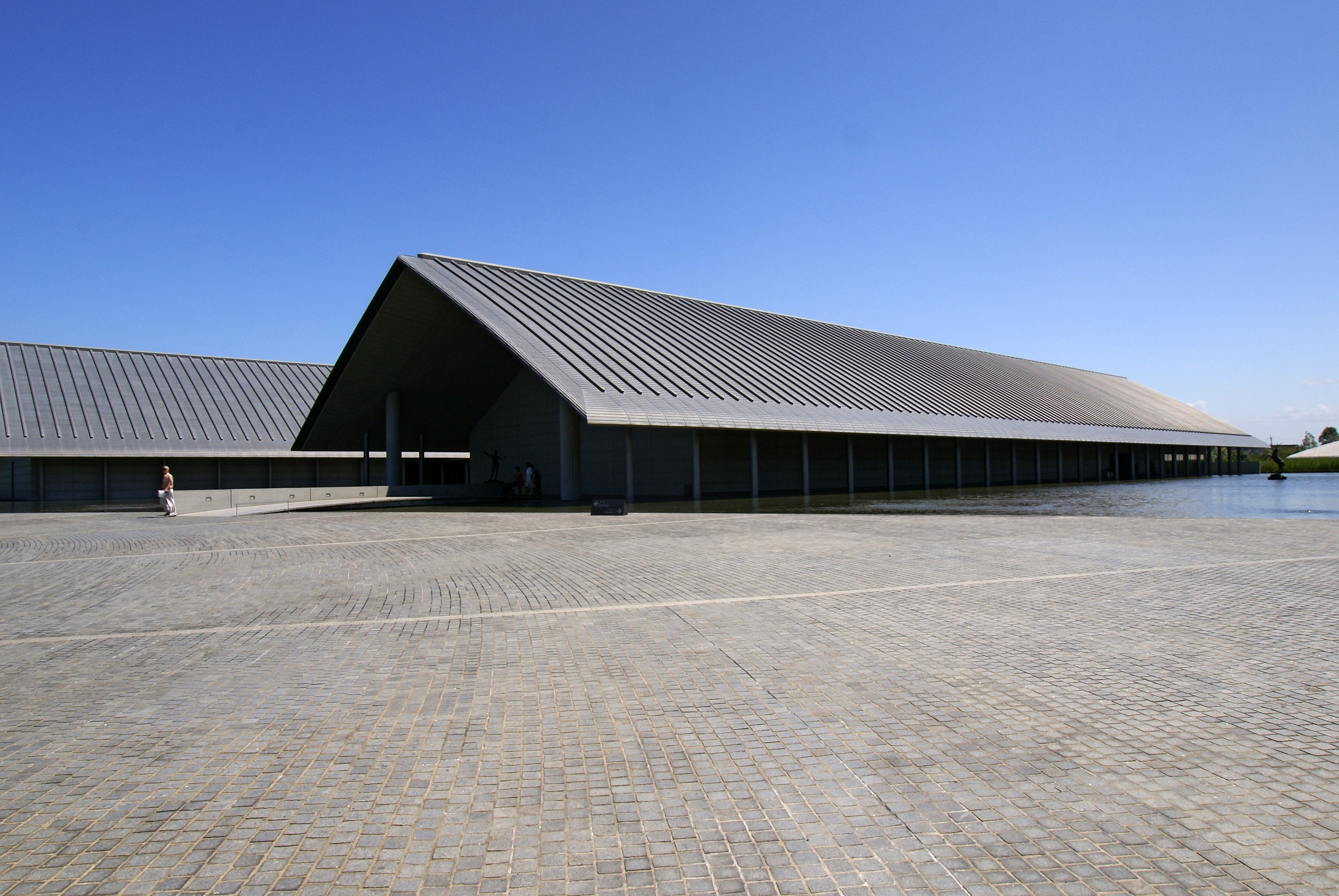
Museu de arte Sagawa

A cidade de Biwa, Shiga (hoje parte de Nagahama) é um lar do tradicional teatro de marionetes bunraku. Fundado na década de 1830, o grupo é um dos bunraku tradicionais mais ativos no Japão fora do Teatro Nacional de Osaka. Toyosato e Higashiomi são conhecidas como uma Meca do Goshu ondo.
Entre os principais museus, incluem-se o Museu de Arte de Sagawa, em Moriyama, o Museu do Lago Biwa, em Kusatsu, e o Museu Miho, em Koka. Em Koka, uma casa ninja é preservada como centro de visitantes.

### Culinária
Desde épocas remotas, os natives de Shiga comiam peixe do Lago Biwa. O prato mais famoso do lago é o sushi fermentado decarpa (鮒寿司, funa-zushi). Ele preserva o estilo antigo do sushi e possui um odor marcante. Shiga também é famosa pelo wagyu de alta qualidade, o bife Omi. O domínio de Hikone apresentou o bife como um alimento medicinal para os xoguns. Além disso, tsukemono de tubérculos, nabe de marreco ou sukiyaki de marreco (鴨鍋 ou 鴨すき, kamo-nabe ou kamo-suki) no norte de Shiga, o kon'nyaku vermelho (赤こんにゃく, aka konnyaku) de Omihachiman, o somen com cavala grelhada (焼鯖素麺, yaki-saba sōmen) de Nagahama e o chanpon levemente temperado de Hikone são exemplo da culinária típica de Shiga.

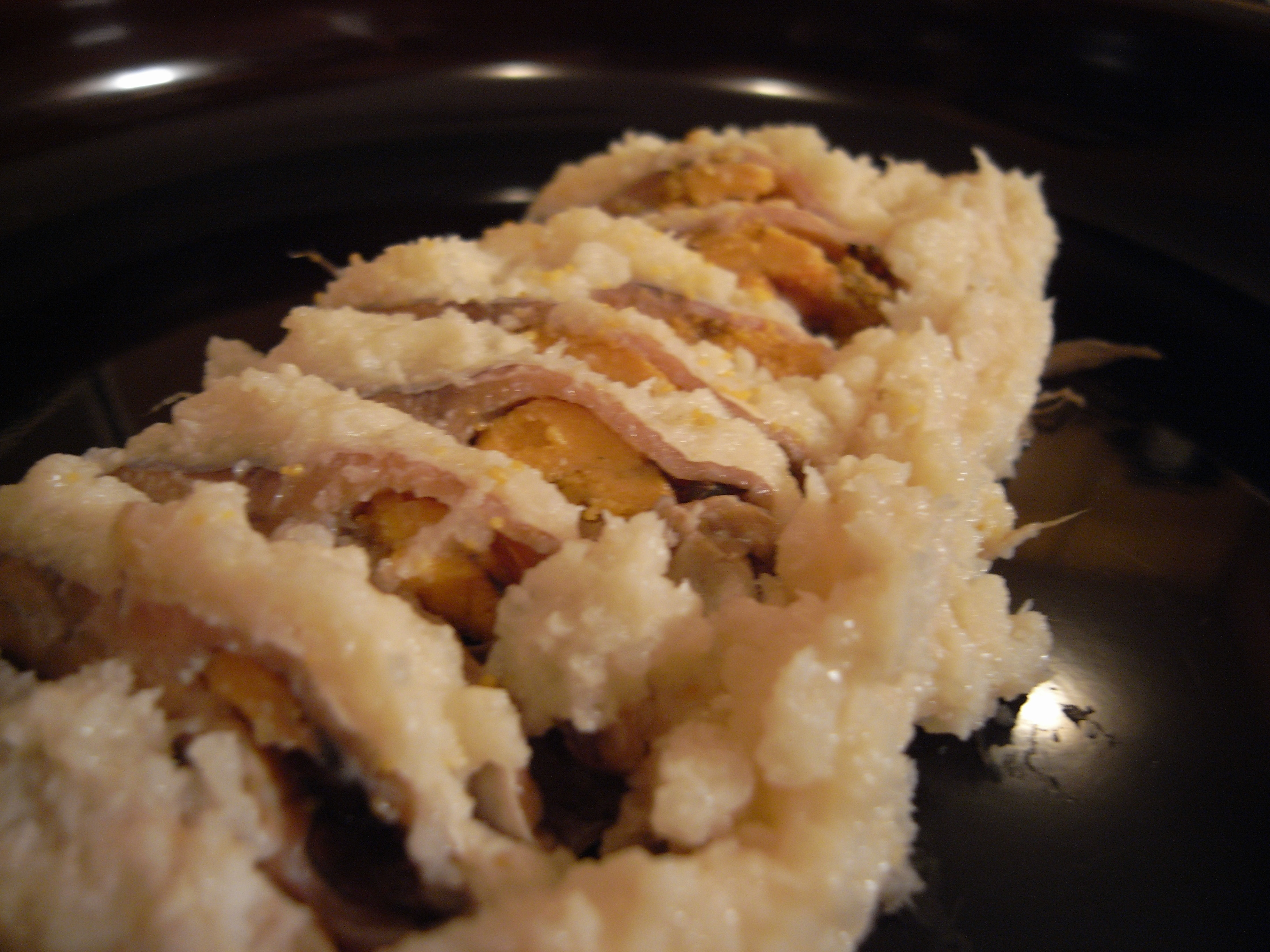
Funa-zushi – carpa fermentada
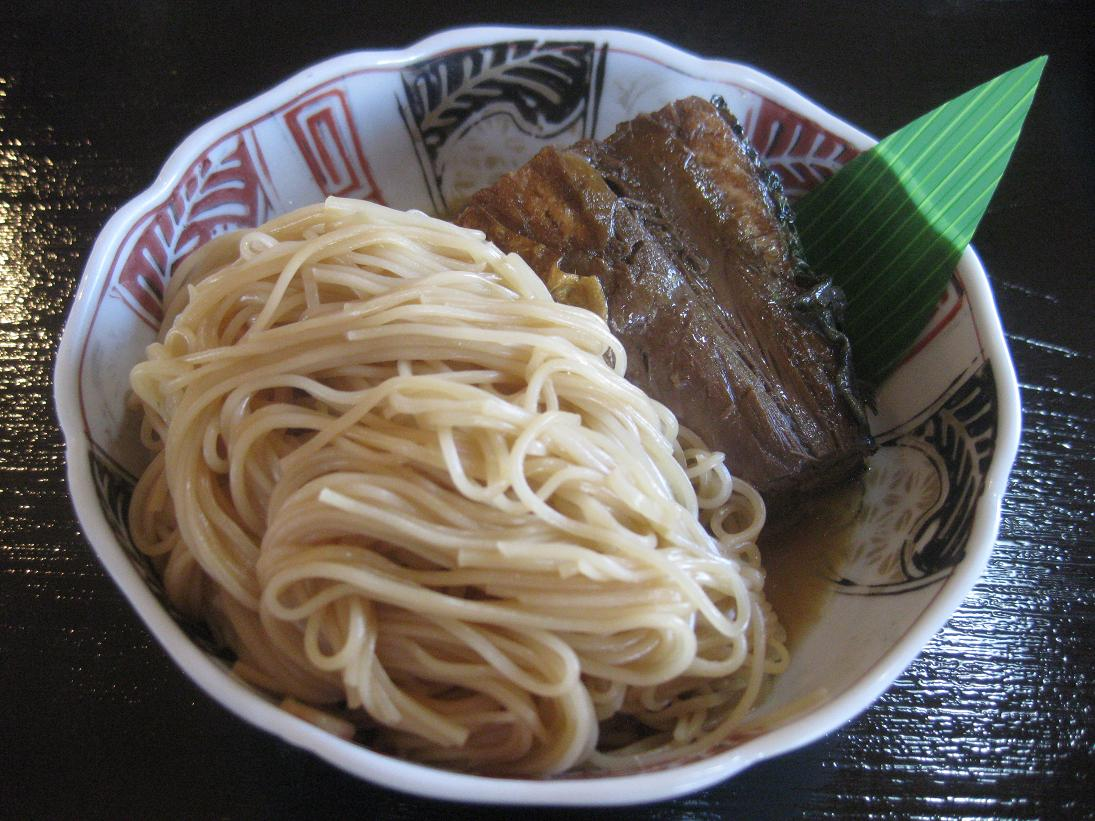
Yaki-saba somen de Nagahama
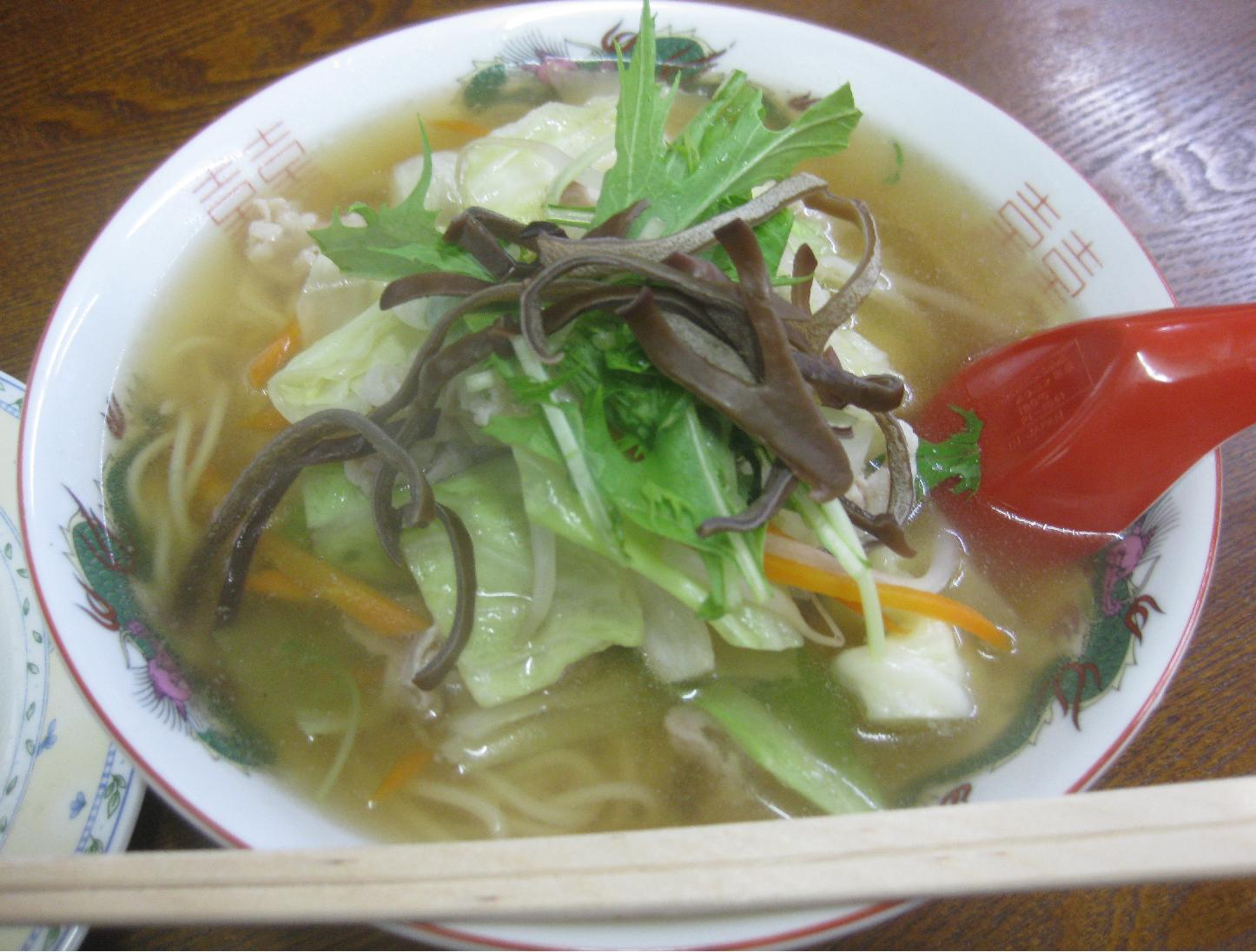
Chanpon de Hikone

## Turismo

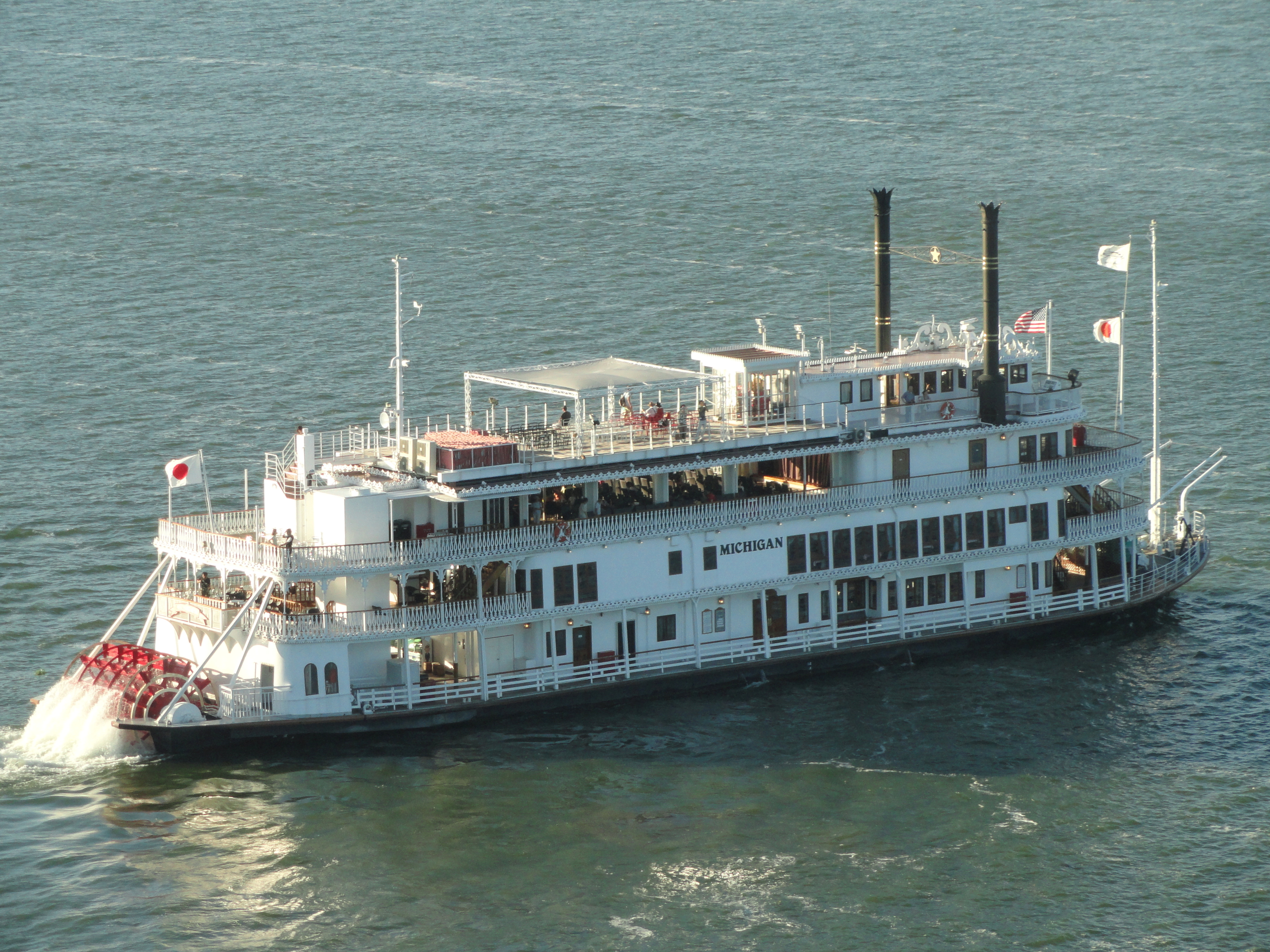
Do porto de Otsu, o barco Michigan oferece cruzeiros no Lago Biwa

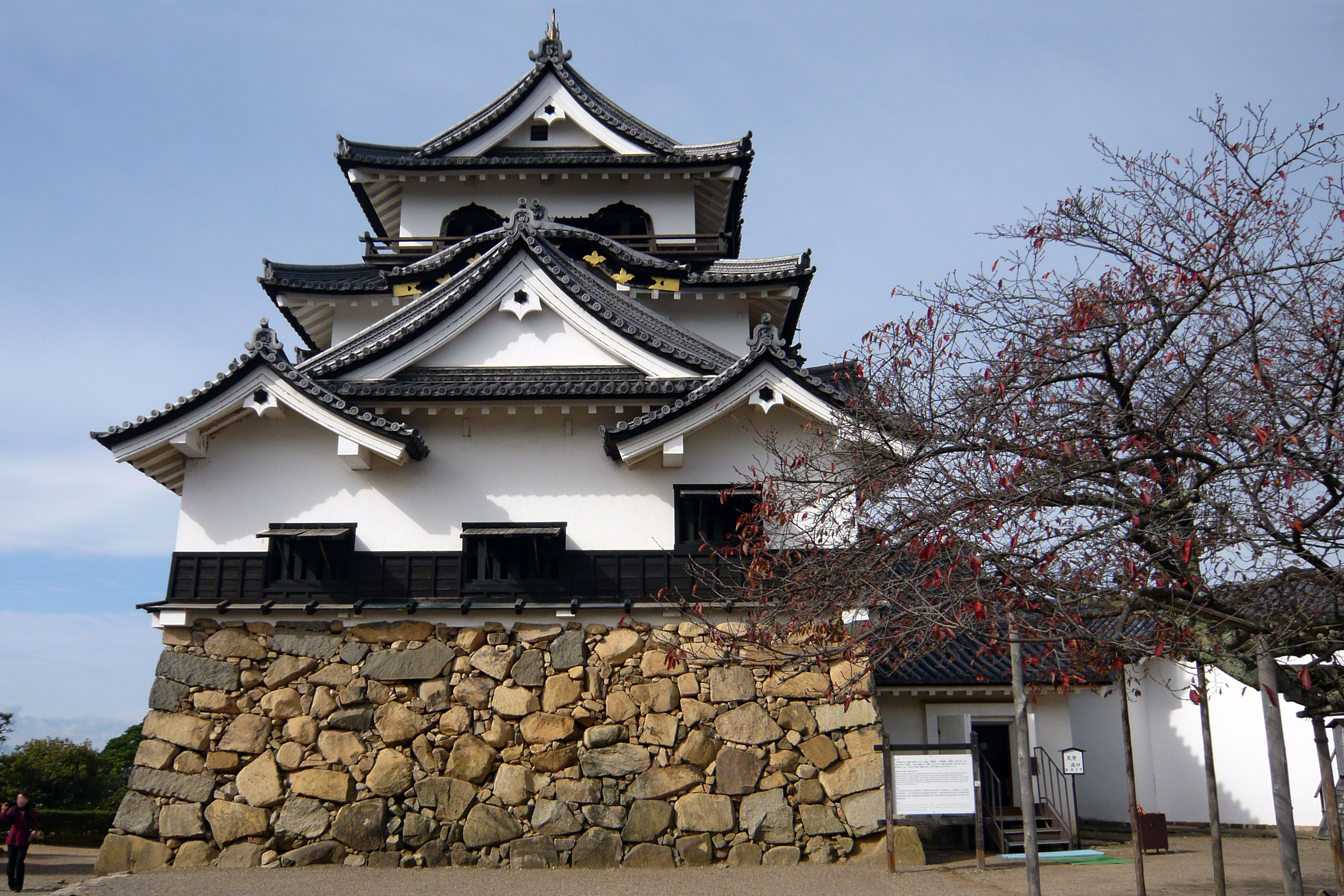
Castelo de Hikone

Shiga possui muitos recursos turísticos, mas é ofuscada por seu vizinho muito mais famoso, Quioto. Mais de quatro milhões de turistas estrangeiros visitaram o Japão em 2000, mas apenas 65 mil visitaram Shiga. 
As principais entradas para Shiga são a a Estação Maibara ao norte da prefeitura e a cidade de Otsu no sul. A Estação Maibara está a cerca de 2 horas e 20 minutos da Estação de Tóquio via o Shinkansen Tokaido. É fácil ir para Otsu a partir de Quioto e Osaka por trens de alta velocidade.
O ponto mais proeminente de Shiga é o Lago Biwa. A margem norte é especialmente cênica, com a florada das cerejeiras de Kaizu Osaki na primavera e a ilha sagrada de Chikubu-shima. A margem oeste possui praias de área branca, populares entre os naturais de Quioto durante o verão. O cenário da margem sul, particularmente ao redor de Otsu, foi selecionado como Omi Hakkei ou Oito Vistas de Omi, popularizado pelo ukiyo-e de Hiroshige. A maior parte das oito vistas já não existem mais ou mudaram ao longo dos séculos. Uma vista remanescente é o "templo flutuante" Ukimidō, no templo Mangetsu-ji, em Katata, norte de Otsu. Ele foi reconstruído com concreto em 1937, mas um pequeno templo ainda permanece no lago perto da margem, acessível por uma pequena ponte. Outra cena exibe o templo Ishiyama-dera no sul de Otsu, que também é conhecido por ter uma sala onde Murasaki Shikibu pensou sobre alguns capítulos de Genji Monogatari.
As várias montanhas ao redor do lago oferecem belas vistas. O Monte Hira é um lugar popular para se fazer picnic. Há rodovias nas montanhas como a rodovia Oku-Biwako vai para em direção ao norte e as rodovias Hiei-zan e Oku-Hiei passam pela margem sudoeste. Em Otsu, o restaurante no Hotel Príncipe Otsu oferece uma vista panorâmica do lago e da cidade. O barco Michigan oferece cruzeiros no lago.
Além da beleza natural, edifícios históricos e festivais estão entre aqueles que possuem importância nacional. Shiga possui 807 Tesouros Nacionais e Propriedades Culturais Importantes, que é o quarto maior número entre as prefeituras japonesas. O edifício histórico mais famoso de Shiga é o Castelo de Hikone, um dos quatro castelos que são tesouro nacional no país. A torre do castelo está bem preservada e possui muitas cerejeiras. A cidade vizinha de Nagahama possui pontos turísticos, além do festival hikiyama. Também existem santuários famosos, como o de Hiyoshi Taisha, em Otsu, e Taga-taisha, em Taga, que respectivamente possuem a sétima e décima segunda maiores redes de santuários no Japão, com cerca de 4 000 e 260 santuários, respectivamente.
Há festivais típicos como o festival hikiyama, festejado em dez regiões, como Nagahama, Otsu, Maibara, Hino e Minakuchi. O festival hikiyama de Nagahama, que acontece em abril, é um dos três maiores festivais hikiyama no Japão e foi reconhecido como Propriedade Cultural Intangível Importante em 1979. Durante o festival, carros alegóricos ornamentados são montados com minipalcos nos quais meninos (representando tanto papeis masculinos quanto femininos) atuam em peças de kabuki.  A cidade de Higashiomi (antiga  Yokaichi) sedia um festival de pipas gigantes em maio ao longo da margem do rio. Pessoas comuns são convidadas a puxar a corda para jogar as pipas no ar.

## Pessoas famosas da prefeitura de Shiga
- Sosuke Uno – O 75º Primeiro Ministro do Japão, de Moriyama. Ele foi um dos Primeiros Ministros que serviu por menos tempo, ocupando o cargo por apenas três meses (junho a agosto de 1989).
- Takanori Nishikawa, um canto e ator de Hikone e Yasu. Ele também é ativo como o primeiro Embaixador Cultural da prefeitura de Shiga.
- Hizaki, um músico e compositor, conhecido por seu trabalho como guitarrista da banda Versailles.

## Estados-irmãos
Shiga tem acordos de cooperação com três estados:
- Rio Grande do Sul, Brasil
- Michigan, Estados Unidos
- Hunan, China